# Oenigstedt
Oenigstedt ist ein Ortsteil der Gemeinde Thedinghausen in der Samtgemeinde Thedinghausen im niedersächsischen Landkreis Verden.

## Geografie

### Lage
Oenigstedt liegt im nordwestlichen Bereich der Gemeinde Thedinghausen, 3 km nordwestlich vom Kernort Thedinghausen entfernt, 1 km westlich von Dibbersen.

### Flüsse
Die Weser fließt nördlich in 2 km Entfernung.

### Nachbargemeinden
Nachbarorte sind – von Norden aus im Uhrzeigersinn – Horstedt, Dibbersen, Donnerstedt und Riede.

## Geschichte
Bronze-Fibel. Bei Gut Oenigstedt wurde eine kleine Fibel gefunden. Sie ist 4 cm lang und aus Bronze. Der Verschluss ist unsichtbar auf der Unterseite versteckt. Mit solchen Gewandspangen hielten Frauen in der Antike ihre Kleider auf der Schulter zusammen – wie mit Sicherheitsnadeln. Die kleine Bronze-Fibel aus Oenigstedt gehört ins 5. Jahrhundert. Sie wird im Fundmagazin der Kreisarchäologie Verden aufbewahrt.

## Infrastruktur

### Verkehr

#### Straßen
Oenigstedt liegt fernab des großen Verkehrs. Es liegt 1,5 km südlich von der L203, die von Riede nach Thedinghausen führt. Die A 27 verläuft 6 km entfernt nördlich, und die A 1 verläuft nordwestlich, ebenfalls 6 km entfernt.

## Sehenswürdigkeiten
- Gut Oenigstedt mit Fachwerkhäusern
- Bei Gut Oenigstedt ist eine „Mesenstedt“ genannte Turmhügelburg aus dem 11./12. Jahrhundert zu sehen.[2] Die Motte sitzt im nordöstlichen Teil auf einer Wurt der Römischen Kaiserzeit. Sie ist heute noch 1 m hoch und weist ein rechteckiges Plateau von 20 × 25 m Größe auf. Umgeben ist sie von einem 15 bis 30 m breiten und 0,5 m tiefen Graben. Der Zugang erfolgte offenbar über einen Damm im Norden. Weiter nordwestlich verläuft ein bogenförmiger Wall, der das Areal nach Norden begrenzt.[3]